# Heliotropium foliatum
Heliotropium foliatum är en strävbladig växtart som beskrevs av Robert Brown. Heliotropium foliatum ingår i Heliotropsläktet som ingår i familjen strävbladiga växter. Inga underarter finns listade i Catalogue of Life.